# Ilha Sledge
A Ilha Sledge ou Ilha Ayak é uma pequena ilha no mar de Bering, no Alasca. Fica a 8,5 km a sudoeste da Península de Seward e na parte norte do Norton Sound. Tem 2,6 km de comprimento e é de origem vulcânica.
A ilha recebeu o seu nome em 5 de Agosto de 1778 pelo Capitão James Cook (1785, v. 2, p. 441), RN, que comentou: "Encontrámos, a pouca distância da costa onde fomos a terra, um trenó (em inglês:  sledge), o que deu origem a que este nome fosse dado à ilha." Martin Sauer, secretário da expedição russa de 1791 que navegou às ordens de Catarina II da Rússia, afirmou em 1802 que o nome Inuit da ilha era "Ayak." A ilha foi habitada durante alguns anos no final do século XIX.